# Doyleíta
La doyleíta es una de las formas minerales del hidróxido de aluminio, Al(OH)3. Su nombre, asignado en 1985 por George Y. Chao, Judith Baker, Ann P. Sabina y Andrew C. Roberts, hace referencia a Earl Joseph Doyle (1905-1994), coleccionista de minerales canadiense descubridor de esta especie mineral en Mont Saint-Hilaire (Canadá).

## Propiedades
La doyleíta es un mineral entre transparente y opaco, incoloro o de color blanco, blanco cremoso o blanco azulado; su brillo es vítreo cuando es incoloro y apagado en el resto de los casos.
Tiene una dureza de 2,5 a 3 en la escala de Mohs —se puede rayar con la uña— y una densidad de 2,48 g/cm³.
Es flexible, mostrando exfoliación perfecta de acuerdo a {010} y nítida según {100}.
En frío, es solo ligeramente soluble en ácidos.
La doyleíta cristaliza en el sistema triclínico, clase pinacoidal.
Su contenido en aluminio, expresado como Al2O3, es del 64%, siendo sus impurezas más habituales magnesio, calcio y sodio.
Es polimorfo de la gibbsita, bayerita y nordstrandita: la gibbsita y la bayerita cristalizan en el sistema monoclínico, mientras que la nordstrandita, al igual que la doyleíta, lo hace en el triclínico.

## Morfología y formación
La doyleíta forma rosetas de cristales de hasta 6 mm de longitud, tabulares en {010}. También puede tener aspecto granular fino o aparecer como recubrimientos porcelanosos.
En la localidad tipo, es un mineral hidrotermal que recubre cavidades en las vetas de sienitas nefelínicas asociadas a un complejo de gabro-sienita alcalino intrusivo. Asimismo, se le ha encontrado en
intrusiones de silicocarbonatita en calizas.
Se puede presentar asociado a calcita, albita y pirita (como en la localidad tipo), así como a weloganita, cuarzo, criolita, estroncianita, dawsonita, fluorita, analcima, microclina, yofortierita y serandita.

## Yacimientos
La localidad tipo de la doyleíta es la cantera Poudrette, en Mont Saint-Hilaire (Quebec, Canadá); dicho enclave es también la localidad tipo de otras sesenta y cuatro especies minerales distintas.
Otro depósito de este mineral, también en Quebec, se encuentra en Varennes y Saint-Amable.
China cuenta con diversos yacimientos de este mineral, en los condados de Jiayu y Huize, y en el distrito de Huqiu. Otro depósito de este óxido está en Sudáfrica, a 70 km al norte de la ciudad de Brits (provincia del Noroeste).
Por su parte, la doyleíta también está presente en Cerro Rico (Potosí, Bolivia).